# Super Bowl XLV

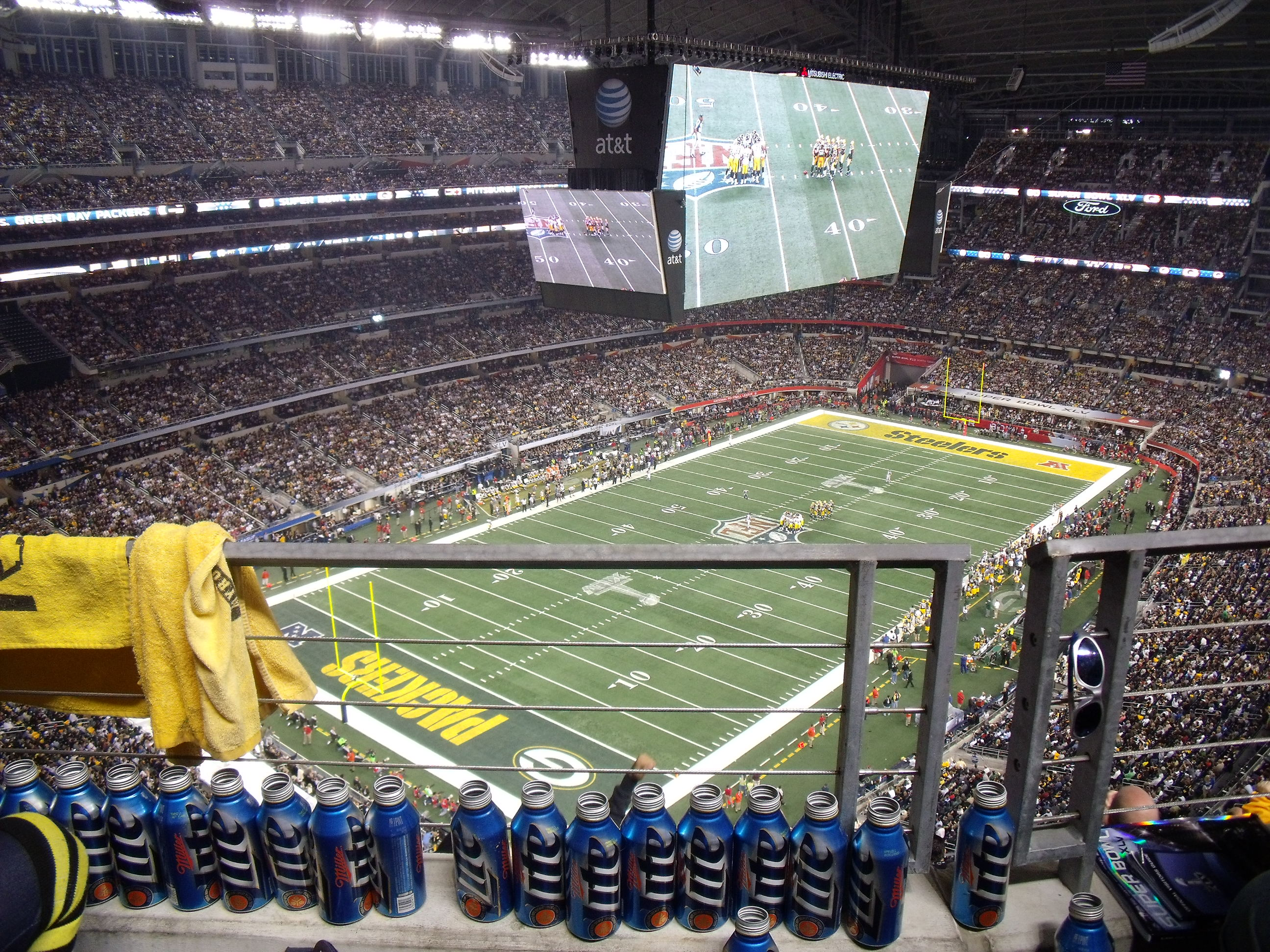
O campo durante o jogo.

O Super Bowl XLV foi a 45ª edição anual do Super Bowl do futebol americano, e o 41° campeonato anual da era moderna National Football League (NFL). O jogo, que foi realizado em 6 de fevereiro de 2011, reuniu os campeões da AFC (Pittsburgh Steelers) e da NFC (Green Bay Packers) e aconteceu no Cowboys Stadium em Arlington, Texas. Esta foi a primeira vez que o Super Bowl foi realizado em Dallas–Fort Worth; a terceira vez que foi realizado no Texas (Houston foi a cidade sede dos Super Bowls VIII e XXXVIII); e a quinta cidade a sediar o Super Bowl e uma World Series. O jogo, que decidiu o campeão da temporada de 2010, terminou com a vitória do Green Bay Packers, por 31 a 25. O MVP foi o quarterback dos Green Bay Packers, Aaron Rodgers.
Ao contrário de outros Super Bowls, esse jogo foi disputado entre dois times com vários títulos em suas histórias: os Packers na época tinha doze campeonatos da NFL (9 da liga antes da era do Super Bowl e três Super Bowls propriamente dito), enquanto os Steelers eram a equipe com mais títulos da era do Super Bowl, com seis. Os Packers estavam jogando seu quinto Super Bowl na sua história e se tornou o primeiro time classificado na sexta posição na NFC a chegar na final, após encerrar a temporada regular com dez vitórias e seis derrotas. Já os Steelers terminaram o ano com doze vitórias e quatro derrotas e, na época, já estavam na sua oitava aparição no Super Bowl, empatado com a melhor marca da liga.
O Super Bowl XLV foi inicialmente dominado por Green Bay, que abriu uma vantagem de 21 a 3 antes de Pittsburgh cortar o déficit para 21 a 10 antes do intervalo. Os times então trocaram uns touchdowns, mas os Steelers conseguiram encostar no placar em 28 a 25 na metade do quarto período após uma recepção para TD de 25 jardas por Mike Wallace num passe do quarterback Ben Roethlisberger, seguido por uma conversão de dois pontos. Mas os Packers responderam com um field goal de 23 jardas por Mason Crosby faltando 2:07 minutos no relógio e então impediram que os Steelers marcassem no drive final da partida. O quarterback dos Packers Aaron Rodgers foi nomeado como o MVP do Super Bowl, completando 24 de 39 passes para 304 jardas, três touchdowns e nenhuma interceptação.
A transmissão do Super Bowl XLV pela Fox alcançou uma audiência de 111 milhões de espectadores, quebrando o recorde de programa mais assistido na história da televisão dos Estados Unidos na época. O número de espectadores no estádio foi de 103 219 pessoas, um pouco abaixo do recorde para uma final sendo de 103 985 pagantes no Super Bowl XIV no estádio Rose Bowl em Pasadena, Califórnia. O show do intervalo do Super Bowl apresentou as estrelas do hip hop americano, o grupo The Black Eyed Peas, com performances de apoio do cantor Usher e do guitarrista Slash.
Antes do Super Bowl LV, foi a última vez que um time de wild card participou ou venceu um Super Bowl. Esta também é a última vez que qualquer uma dessas equipes chegaram ao Super Bowl, apesar de terem participado de cinco finais de conferência combinadas desde então.

## Resumo das pontuações
| Quarto            | Tempo no relógio  | Time                | Pontuação | Tempo de posse de bola | Steelers | Packers |
| ----------------- | ----------------- | ------------------- | --- | ---------------------- | -------- | ------- |
| 1                 | 3:51              | Green Bay Packers   | Touchdown (passe de 29 jardas de Rodgers para Nelson 29); Extra point é bom                                                 | 4:33                   | 0        | 7       |
| 1                 | 3:34              | Green Bay Packers   | Interceptação retornada para Touchdown (Collins - 37 jardas); Extra point é bom                                             | —                      | 0        | 14      |
| 2                 | 11:53             | Pittsburgh Steelers | Field Goal (Suisham, 33 jardas)                                                                                             | 7:12                   | 3        | 14      |
| 2                 | 2:31              | Green Bay Packers   | Touchdown (passe de 21 jardas de Rodgers para Jennings); Extra point é bom                                                  | 2:04                   | 3        | 21      |
| 2                 | 0:39              | Pittsburgh Steelers | Touchdown (passe de 8 jardas de Roethlisberger para Ward); Extra point é bom                                                | 1:45                   | 10       | 21      |
| Intervalo de jogo | Intervalo de jogo | Intervalo de jogo   | Intervalo de jogo | Intervalo de jogo      | 10       | 21      |
| 3                 | 10:22             | Pittsburgh Steelers | Touchdown (corrida de 8 jardas de Mendenhall 8); Extra point é bom                                                          | 2:20                   | 17       | 21      |
| 4                 | 12:03             | Green Bay Packers   | Touchdown (Passe de 8 jardas de Rodgers para Jennings); Extra point é bom                                                   | 2:53                   | 17       | 28      |
| 4                 | 7:34              | Pittsburgh Steelers | Touchdown (Passe de 25 jardas de Roethlisberger para Wallace); Conversão de dois pontos bem sucedida (corrida de Randle El) | 4:23                   | 25       | 28      |
| 4                 | 2:07              | Green Bay Packers   | Field Goal (Crosby, 23 jardas)                                                                                              | 5:27                   | 25       | 31      |
| Placar final      | Placar final      | Placar final        | Placar final | Placar final           | 25       | 31      |